# Altera
 Altera Corporation  (NASDAQ: ALTR
) és un fabricant líder de dispositius lògics programables. És un membre del grup NASDAQ-100 i del S&P 500.
Altera és un dels pioners de la lògica programable, seguint líders notables anteriors com Signetics i MMI en la introducció de PLDs. Altera desenvolupa algunes característiques que apunten cap capacitat de sistemes en xips programables (SOPC). Alguns dels exemples més recents inclouen memòria encastada, processadors encastats, i transceptors d'alta velocitat. L'èxit en llançaments de productes de 130nm i 90nm són bons casos d'estudi. Els processadors soft-core Nios II i Nios d'Altera i els dispositius HardCopy II i HardCopy estan estenent l'abast d'Altera en el mercat, i posa a aquesta empresa en el món dels processadors encastats i ASICs estructurats respectivament. Entre els seus principals competidors estan: Xilinx, Lattice Semiconductor, Actel, Quicklogic i Atmel.
Altera ofereix també el programari Quartus II, dirigit al disseny i simulació de circuits lògics. Encara que el seu programari suporta extensivament VHDL i Verilog com a principals llenguatges, Altera és el desenvolupador de llenguatge de descripció de maquinari conegut com a AHDL.

## Famílies de dispositius

### CPLDs
- MAX 3000A: EPM3032A, EPM3064A, EPM3128A, EPM3256A, EPM3512A
- MAX 7.000: EPM7032B, EPM7064B, EPM7128B, EPM7256B, EPM7512B
- MAX II: EPM240, EPM570, EPM1270, EPM2210

### FPGAs d'alt rendiment
- Stratix: anunciat l'11 de febrer de 2002
- Stratix GX: anunciat el 24 de novembre de 2002
- Stratix II: anunciat el 2 de febrer de 2004
- Stratix II GX: anunciat el 24 d'octubre de 2005
- Stratix III: anunciat el 8 de novembre de 2006

### FPGAs de baix cost
- Cyclone: anunciat el 23 de setembre de 2002
- Cyclone II: anunciat el 28 de juny de 2004
- Cyclone III: anunciat el 19 de març de 2007
- Arria GX: anunciat el 8 de maig de 2007

### ASICs estructurades
- HardCopy Stratix: anunciat el 4 de febrer de 2002
- HardCopy II: anunciat el 24 de gener de 2005

## Productes programari de disseny
- Quartus II
- Quartus II Edició web
- SOPC Builder
- DSP Builder
- MAX+PLUS II
- MAX+PLUS II BASELINE

## Competència
- Els grans competidors d'Altera són Xilinx i Lattice Semiconductor.
- Altres notables competidors en el camp de les FPGAs són Actel i QuickLogic.

Mentre els CPLDs i les FPGAs clàssiques eren estrictament dispositius lògics, amb els seus nous dispositius els fabricants de FPGAs s'acosten més i més a aplicacions de processament de senyals digitals. Aquesta tendència també la té el nivell de disseny de sistemes electrònics. No és realment nou, però està guanyant impuls, no només en el màrqueting i en la producció dels últims 10 anys, sinó també en l'ús normal de la indústria. Amb la gran quantitat de portes de les unitats i les arquitectures de sistemes en un xip, i les eines de síntesi d'alt nivell combinades amb la reutilització, un pot implementar sistemes complexos completament en una única FPGA en lloc d'utilitzar una gran PCBs amb diversos xips i busos. Per tant, companyies com Altera i Xilinx poden arribar a competir més i més amb companyies com Texas Instruments o Analog Devices.